# Зост
 Тази статия е за града в Германия.  За окръга вижте Зост (окръг).  
Зост (на немски: Soest) е окръжен град в окръг Зост в Северен Рейн-Вестфалия, Германия с 47 436 жители (към 31 декември 2016). Намира се на ок. 50 km източно от Дортмунд и 51 km западно от Падерборн.
Зост е за пръв път споменат в документ през 836 г. като villa Sosat. Зост е стар окрепен ханза град (Sosat, Susatum) с повече от 1000-годишна история.